# Cyrtoneritida
Cyrtoneritimorpha
Ordre
Les Cyrtoneritida sont un ordre fossile de mollusques gastéropodes de la sous-classe des Neritimorpha.

## Périodes
Ils ont vécu durant la deuxième partie de l'ère Paléozoïque durant les (périodes du Dévonien, Carbonifère et du Permien), il y a environ entre 420 à 252 Ma (millions d'années).

## Liste des familles
Selon GBIF (23 octobre 2024) :
- † Orthonychiidae Bandel & Frýda, 1999
- † Vltaviellidae Bandel & Frýda, 1999

## Systématique
L'ordre des Cyrtoneritida est décrit en 1999 par Bandel et Frýda sous le protonyme Cyrtoneritimorpha,. En 2017, Bouchet et al. le renomment en Cyrtoneritida.
Cyrtoneritida a pour synonyme :
- Cyrtoneritimorpha Bandel & Frýda, 1999

### Publication originale
- [1999] (en) Klaus Bandel et Jiri Frýda, « Notes on the evolution and higher classification of the subclass Neritimorpha (Gastropoda) with the description of some new taxa », Geologica et Palaeontologica, vol. 33, no 2,‎ 1999, p. 219-235.